# Rachel Daly
Rachel Ann Daly (* 6. Dezember 1991 in Harrogate) ist eine englische Fußballspielerin. Sie steht bei Aston Villa LFC unter Vertrag. Während sie für ihren Verein im Angriff eingesetzt wird, spielte sie für die englische Fußballnationalmannschaft der Frauen überwiegend in der Abwehr.

## Karriere

### Vereine
Aus der Nachwuchsabteilung des Leeds United LFC stammend spielte Daly in jungen Jahren zunächst im englischen Ligabetrieb für Leeds United und den Lincoln Ladies FC. Während ihres Studiums an der St. John’s University lief sie von 2012 bis 2015 für das dortige Hochschulteam der St. John’s Red Storm auf. Parallel dazu spielte Daly in den Jahren 2013 und 2014 für die W-League-Franchises Los Angeles Strikers und Los Angeles Blues. Mit Letzteren gewann sie die W-League-Meisterschaft durch ein klares 6:1 im Finale über die Reservemannschaft der Washington Spirit. Nach einer weiteren Saison beim WPSL-Teilnehmer SoCal FC nahm Daly nach ihrem Studienabschluss am College-Draft zur Saison 2016 der NWSL teil. Dort wurde sie in der ersten Runde an Position sechs von der Franchise der Houston Dash verpflichtet. Ihr Debüt für Houston gab Daly am 16. April 2016 bei einem 3:1-Heimsieg über die Chicago Red Stars, wobei sie mit dem zwischenzeitlichen Ausgleich zum 1:1 ihr erstes Tor in der NWSL erzielte. Die Saison 2016 und 2017 schloss Houston als Achter ab. Am 20. August 2017 erhielt sie bei der 0:2-Niederlage gegen die Portland Thorns ihre erste Rote Karte.
2018  wurde Houston Sechster und Daly war mit zehn Toren viertbeste Torschützin und beste Torschützin ihrer Mannschaft.
In die neue Saison startete Houston mit drei Siegen, einem Remis und einer Niederlage und führt die Tabelle an. Beim 2:1-Sieg am 11. Mai gegen die Utah Royals erzielte sie zunächst den 1:1-Ausgleich und dann den Siegtreffer, erhielt aber in der 90. Minute ihre zweite Rote Karte. Zu Beginn des NWSL Challenge Cup 2020, der anstatt der aufgrund der COVID-19-Pandemie ausgefallenen National Women’s Soccer League 2020 stattfand, wurde sie Kapitänin ihrer Mannschaft und führte sie zum Titelgewinn, wobei sie zur wertvollsten Spielerin (MVP) des Turniers gewählt wurde. Zur Saison 2020/21 wurde sie an West Ham United ausgeliehen. Zur Saison 2021 kehrte sie zurück nach Houston.
Zur Saison 2022/23 wechselte sie zu Aston Villa LFC, wo sie einen Dreijahresvertrag erhielt. Mit 22 Toren in 22 Spielen wurde sie Torschützenkönigin.

### Nationalmannschaft
Mit der englischen U-17-Nationalmannschaft nahm Daly an der U-17-Weltmeisterschaft 2008 teil und kam dort in vier Spielen zum Einsatz. Am 4. Juni 2016 debütierte sie im EM-Qualifikationsspiel gegen Serbien in der englischen A-Nationalmannschaft und erzielte beim 7:0-Sieg ihr erstes Länderspieltor. Insgesamt kam sie in drei Qualifikationsspielen zum Einsatz. Für die EM wurde sie dann aber nicht nominiert.
In der Qualifikation zur WM 2019 hatte sie vier Einsätze. Im März 2019 gewann sie dann erstmals den SheBelieves Cup, wurde dabei beim 2:2 gegen die USA und beim 2:1 gegen Brasilien eingesetzt. Nach Einsätzen bei den April-Testspielen gegen Kanada und Spanien wurde sie am 8. Mai für die WM nominiert.  Bei der WM kam sie in fünf Spielen zum Einsatz. Sie stand dabei aber nur im mit 2:0 gewonnenen Gruppenfinale gegen Japan und im Halbfinale bei der 1:2-Niederlage gegen den erfolgreichen Titelverteidiger USA in der Startelf. Am Ende sprang für ihre Mannschaft der vierte Platz heraus.
Für das Freundschaftsspiel am 27. Oktober 2020 gegen Deutschland wurde sie erstmals auch für die Nationalmannschaft für den Angriff nominiert.
Am 27. Mai 2021 wurde sie für das Team GB nominiert, das an den wegen der COVID-19-Pandemie um ein Jahr verschobenen Olympischen Spielen in Tokio teilnahm. Bei den Spielen wurde sie den drei Gruppenspielen und im Viertelfinale gegen Australien eingesetzt, wobei sie einmal ein- und zweimal ausgewechselt wurde. Die Britinnen verloren das Viertelfinale mit 3:4 nach Verlängerung.
In der Qualifikation für die WM 2023 wurde sie in den ersten acht Spielen siebenmal eingesetzt, wobei sie drei Tore erzielte. Lediglich beim 20:0-Rekordsieg gegen Lettland, dem höchsten Sieg einer europäischen Mannschaft, saß sie nur auf der Bank.
Am 17. Mai 2022 wurde sie für den vorläufigen EM-Kader benannt. Am 15. Juni wurde sie auch für den finalen Kader berücksichtigt.  Bei der EM wurde sie in allen sechs Spielen ihrer Mannschaft eingesetzt und beendete das Turnier mit dem ersten EM-Titel für England. 
Sie wurde auch in den letzten beiden Spielen der Qualifikation für die WM 2023 nach der EM eingesetzt und qualifizierte sich am 3. September mit ihrer Mannschaft durch einen 2:0-Sieg in Wiener Neustadt gegen Österreich für die WM-Endrunde. Am 31. Mai 2023 wurde sie als eine von 23 Spielerinnen für die WM-Endrunde in Australien und Neuseeland nominiert.
Im April 2024 beendete sie nach 84 Länderspielen, in denen sie 16 Tore erzielte, ihre Karriere in der A-Nationalmannschaft.

## Erfolge
- 2014: W-League-Meister (Los Angeles Blues)
- 2019: Gewinn des SheBelieves Cup
- 2020: NWSL Challenge Cup 2020 Gewinnerin und beste Torschützin
- 2022  und 2023: Gewinn des Arnold Clark Cup
- 2022: Gewinn der Europameisterschaft
- 2023: Torschützenkönigin der FA Women’s Super League 2022/23

## Auszeichnungen
- 2018: Wahl in die NWSL Second XI
- MVP des NWSL Challenge Cup